# 1914年鐵路
此條目列出1914年發生有關鐵路運輸的事件。

## 事件

### 1月
- 1月29日：臺東北線吉野驛（今吉安車站）啟用。

### 2月
- 2月15日：打狗（今高雄港車站）至阿緱（今屏東車站）正式通車，全線定名屏東線。

### 3月
- 3月8日：臺東線馬里勿乘降場（今萬榮車站）、拔仔停車場（今富源車站）啟用。
- 3月25日：德島線通車。

### 4月
- 4月1日：漢默史密斯及城市鐵路加設金販路站。
- 4月30日：大阪電氣鐵道線通車。

### 6月
- 6月28日：弗朗茨·斐迪南大公和妻子到薩拉熱窩進行訪問，但遭到暗殺[1]。國際客運臥鋪列車公司（英语：Compagnie Internationale des Wagons-Lits）宣佈，東方快車從此只以布加勒斯特為總站，不再開往君士坦丁堡。

### 7月
- 7月11日：巴格達鐵路部分路段通車[2]。

### 8月
- 8月4日：英國政府取得鐵路控制權，為戰爭準備[3]。

### 12月
- 12月20日：東京站啟用。